# Huang jin shi dai
Huang jin shi dai é um filme de drama hong-konguês de 2014 dirigido e escrito por . Foi selecionado como representante de Hong Kong à edição do Oscar 2015, organizada pela Academia de Artes e Ciências Cinematográficas.

## Elenco
- Tang Wei - Xiao Hong
- Feng Shaofeng - Xiao Jun
- Wang Zhiwen - Lu Xun
- Zhu Yawen - Duanmu Hongliang
- Huang Xuan
- Hao Lei - Ding Ling
- Yuan Quan - Mei Zhi
- Tian Yuan
- Ding Jiali
- Wang Qianyuan
- Zhang Luyi
- Sha Yi
- Zu Feng
- Zhang Yi
- Feng Lei